# Touchwood Hills
Touchwood Hills är kullar i Kanada.   De ligger i provinsen Saskatchewan, i den sydöstra delen av landet, 2 200 km väster om huvudstaden Ottawa. Touchwood Hills ligger vid sjöarna  Etaytakoos Lake Heron Lake och Mostoos Lake.
Omgivningarna runt Touchwood Hills är en mosaik av jordbruksmark och naturlig växtlighet. Trakten runt Touchwood Hills är nära nog obefolkad, med mindre än två invånare per kvadratkilometer.